# Santa Liestra y San Quílez
Santa Liestra y San Quílez est une commune espagnole appartenant à la province de Huesca (Aragon, Espagne) dans la comarque de la Ribagorce.